# Рациональная психотерапия
Рациональная психотерапия — метод психотерапии, предложенный Полем Дюбуа, для лечения психических расстройств путем разъяснения и логического убеждения. Пациентам объясняются причины болезни, законы формальной и диалектической логики, проводится коррекция ошибочных суждений, жизненных установок, а также используются приёмы психагогики.

## История
Метод был представлен в книге «Психоневрозы и их психическое лечение» (Дюбуа, 1912), где описаны нарушения мышления при различных психических заболеваниях.
Рациональную психотерапию в России практиковали В. М. Бехтерев («разъяснительная психотерапия», 1911), С. И. Консторум (1962), И. С. Павлов (1980), Д. В. Панков, Б. Е. Егоров и др.

## Содержание метода

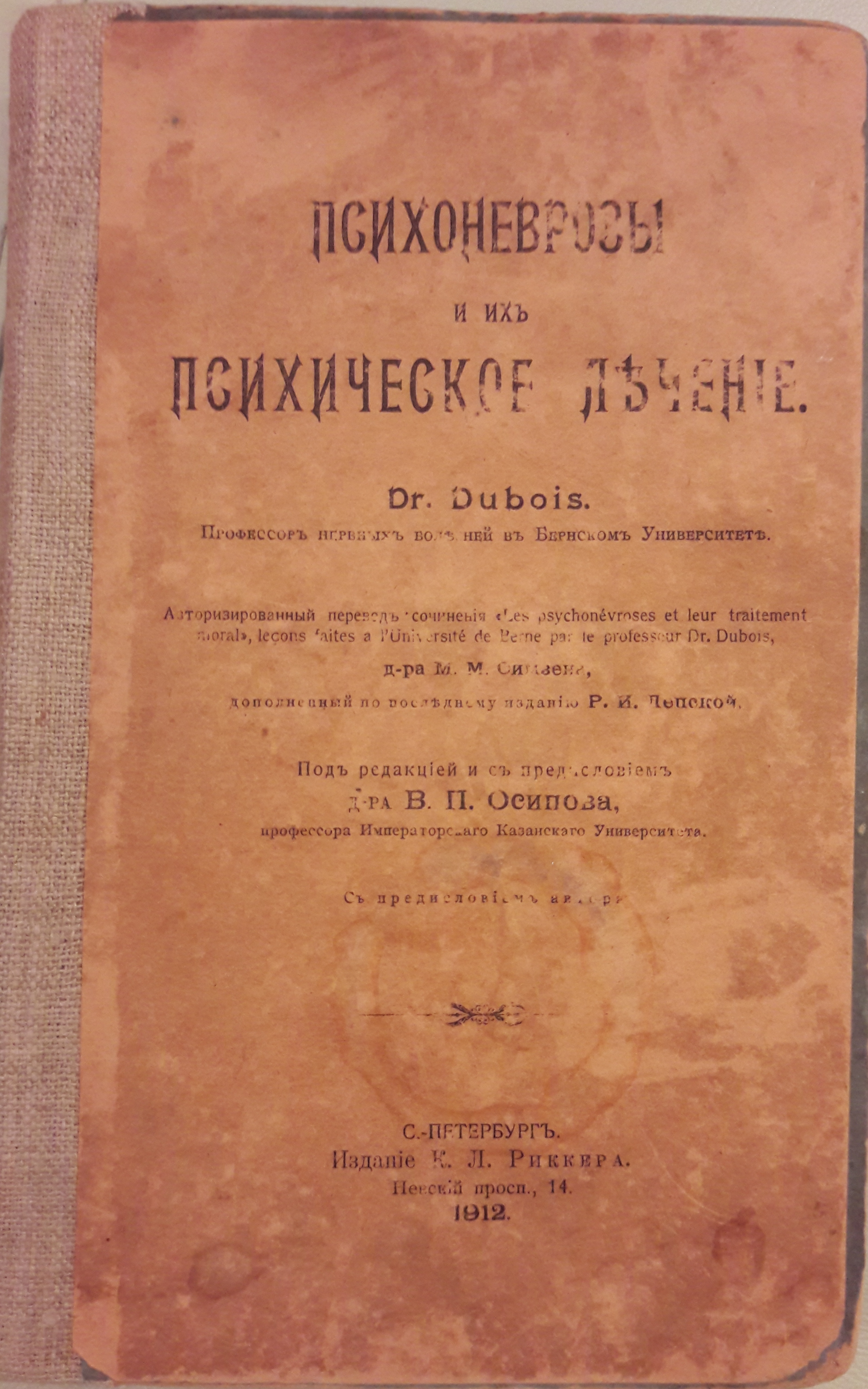
Психоневрозы и их психическое лечение (Dr. Dubois, 1912)

Основная цель метода заключается в коррекции неправильного представления о заболевании, которое формируется под влиянием личностных особенностей пациента, гипертрофированных переживаний по поводу болезни, малограмотности, установки на болезнь и неблагоприятных обстоятельств жизни. Отсюда огромная роль отводится компетенции психотерапевта в области медицины, его умению аргументированно убедить больного в отсутствии соматического заболевания, разъяснить результаты анализов и других исследований, а также знанию законов логики для коррекции непоследовательности, бездоказательности и неопределенности мышления пациента. Подобное мышление может проявляться убеждением пациента в неизлечимости своего заболевания, в поиске соматических, а не психических причин происхождения болезни, недооценкой роли воображения в провоцировании симптомов. В итоге формируется грамотное адекватное понимание причин болезни и ее прогноза, что повышает эффективность лечения.
Главные отличия метода от когнитивной психотерапии Бека и рационально-эмоциональной терапии Эллиса (которые имеют черты сходства с рациональной психотерапией или, по мнению некоторых авторов, даже являются её вариантами) заключаются в нозологическом подходе к заболеванию, включении диалектической логики, использовании нравственных принципов дидактики, что, как порой утверждается, даёт более системный и широкий арсенал психотерапевтического воздействия. Исходя из медицинского уклона диагностики и лечения (учитывается анамнез болезни, этиопатогенез, клинические данные, используется традиционный медицинский понятийный аппарат, привлекаются данные анатомии и физиологии), метод ближе всего к направлению клинической психотерапии. Прежде данный вид терапии назывался «сократовскими беседами».
Успех терапии зависит от глубины убеждения и силы искренности психотерапевта в выздоровление. Снимается ложный страх по поводу функциональных расстройств, пациент убеждается, что все пройдет, как только он перестанет обращать внимание на симптомы, начнет принимать жизнь такою, как она есть, приспосабливаться к условиям жизни, переключаться с себя на окружение: например, «выставить глупую обидчивость как недомыслие, как следствие ложного мышления и недостаточного терпения». Постепенно поднимается моральный тонус больного, его душевные силы, вера в себя.
Показаниями к рациональной психотерапии являются неврозы (сексуальные, навязчивых состояний), психастения, алкоголизм, наркомании, девиантное поведение подростков.

Метод широко применяется в современной практике для исследования внутренней картины болезни пациента, в работе с ее правильной оценкой как безопасной для жизни и трудоспособности, что мобилизует потенциальные возможности личности в преодолении болезни.
Кто хочет лечить невропата, должен быть прежде всего клиницистом, чтобы, определив многообразные органические расстройства, найти их причины; но надо также быть и психологом-моралистом, чтобы уметь коренным образом повлиять на душевное настроение больного (Дюбуа «Психоневрозы и их психическое лечение», 1912, с. 135).

## Исследования эффективности
Проспективное рандомизированное когортное исследование, в котором сравнивалась эффективность когнитивно-поведенческой психотерапии и рациональной психотерапии у пациентов с личностными расстройствами, обнаружило бо́льшую предпочтительности когнитивно-поведенческого подхода в плане комплаенса, приверженности пациентов лечению.
Годовое рандомизированное, слепое наблюдение за пациентами с личностными расстройствами показало, что комбинированное применение методов когнитивно-поведенческой и рациональной психотерапии позволяет добиться лучших результатов, чем использование этих методов по отдельности.

## Критика
Известный психотерапевт доктор психологических наук профессор Фёдор Василюк называет практиковавшуюся в советских психоневрологических диспансерах и больницах «рационально-разъяснительную» психотерапию скучной и бесплодной; по мнению Ф. Василюка, врачи, практиковавшие её, в глубине души в психотерапию не верили и называли словом «психотерапия» нелепые попытки «переубедить» невротика, дать ему установку на правильное поведение. Как предполагает Ф. Василюк, это явилось, возможно, одной из причин непопулярности в постсоветской России гораздо более эффективного психотерапевтического метода — когнитивной терапии, в сознании нового поколения психотерапевтов благодаря своему названию связывавшейся с устаревшим методом рациональной терапии и потому вызывавшей отторжение.
Кандидат психологических наук доцент Игорь Кадыров, ассоциированный директор Психоаналитического института Международной психоаналитической ассоциации и Европейской психоаналитической федерации имени Хан Грон-Праккен, тоже причисляет к причинам непопулярности в России когнитивной психотерапии тот факт, что когнитивная психотерапия часто ассоциируется с рациональной психотерапией, которая, как отмечает И. Кадыров, «существует у нас в выхолощенном виде, в виде попыток психиатра что-то доказать пациенту с помощью упрощенных выкладок».
Однако в том же источнике приводятся слова известного московского профессора врача-психотерапевта М. Е. Бурно о том, что, на его взгляд, сегодняшняя когнитивная терапия Бека есть «рафинированная разработка» идей рациональной психотерапии Дюбуа и активирующей терапии Консторума. Также в своих лекциях профессор отмечает, что при всей высокой практичности когнитивного метода психотерапии «все же не логическая ошибка («депрессивная» мысль) порождает депрессию и не логика ее излечивает. Все тут сложнее, особенно если вспомнить тоску умных собак, не способных мыслить человечески».
В других источниках отмечается, что рациональная психотерапия в советское время часто применялась поверхностно и в упрощённом виде, что не имело ничего общего с идеями рациональной психотерапии Дюбуа.